# لس کابانیز
لس کابانیز (به اسپانیایی: Las Cabanyas) یک منطقهٔ مسکونی در اسپانیا است که در آلت پندس واقع شده‌است. لس کابانیز ۱٫۲ کیلومتر مربع مساحت دارد.